# Lisa Cuddyová
Dr. Lisa Cuddyová je fiktivní postava v seriálu Dr. House, kterou ztvárnila Lisa Edelstein. Je ředitelkou a děkankou medicíny fakultní nemocnice v Princeton-Plainsboro a její specializací je endokrinologie. Vystudovala lékařství na Michiganské univerzitě, rozhořčena tím, že byla druhá v ročníku. Zde se seznámila s Housem, se kterým potom strávila jednu noc (právě House byl v ročníku první). Je židovka. Mezi její záliby patří golf, tenis a láska k nemocnici, díky níž zanedbává svůj soukromý život. Je velice cílevědomá a Prinston Plainsboro je něco jako její druhý domov.
Má ráda House a chce z něj udělat lepšího člověka. Nutí ho pracovat na ambulanci, kde musí být s pacienty a mluvit s nimi, což ale spíš působí problémy než užitek a Cuddyová musí neustále napravovat Houseovy prohřešky.
Cuddyová velmi touží po dítěti a tak adoptuje malou holčičku o kterou se nyní stará a i když k ní ze začátku skoro nic necítila, nyní k ní chová pravou mateřskou lásku a ochraňuje ji. Co se týče jejího osobního života, krátký čas byla zamilovaná, potom ji ale přítel kvůli tomu, že tušil, že miluje skrytě House, opustil.
V českém znění seriálu Dr. House je dabována Helenou Dytrtovou.